# Hendrik Schubert
Hendrik Schubert (* 13. Dezember 1960 in Halle (Saale)) ist ein deutscher Biologe und Professor für Ökologie an der Universität Rostock.
Schubert wurde 1989 an der Universität Rostock promoviert und habilitierte sich dort 1996. Er beschäftigt sich vor allem mit den Steuerfaktoren aquatischer Ökosysteme und der Bewertung von Küstenökosystemen mit Hilfe biologischer Gütekriterien. Er arbeitet zur Ökophysiologie phototropher Organismen, zur Populationsökologie und zu Umweltethik und -politik.

## Schriften (Auswahl)
- Untersuchungen zum Fluoreszenz- und Photosyntheseverhalten der Cyanobakterien bei Anregung mit monochromatischem Licht. Dissertation, Universität Rostock, 1989.
- Ökophysiologie der Lichtanpassung des Phytoplanktons eutropher Flachgewässer. Habilitationsschrift, Universität Rostock, 1996.
- (Hrsg.) Charophytes of the Baltic Sea. Koeltz, Königstein 2004, ISBN 3-906166-06-6.